# Ruth Horam

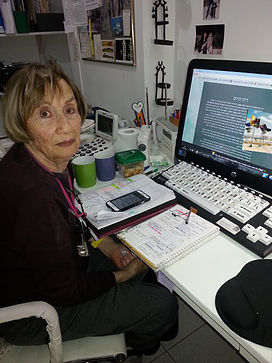
Ruth Horam

Ruth Horam (hebräisch רות הורם geboren 1932 in Tel Aviv; gestorben am 2. August 2021 in Jerusalem) war eine israelische Künstlerin, deren Werke die Bereiche Malerei, Grafik, Keramik und Bildhauerei umfassen.

## Leben und Wirken

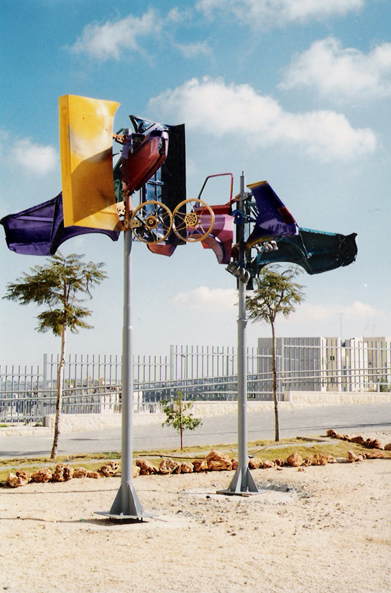
Skulptur von Ruth Horam

Ruth Horam erhielt ihre künstlerische Ausbildung an der Central Saint Martins College of Art and Design in London. Im Jahr 1983 war sie Gastkünstlerin im Studio der Arabia Keramikmanufaktur in Helsinki.
Ihr künstlerisches Wirken umfasst verschiedene grafische Techniken, bei denen sie häufig auf (altem) Papier und Textilien druckte. Kunstformen aus Fotografien und Fotokopien verband sie in ihren Werken miteinander, wobei eine Synthese zwischen Druckgrafik und Malerei entstand. Florale Motive und Landschaftsdarstellungen sind prägende Bestandteile ihrer Arbeiten. 
Sie erhielt Aufträge zur Gestaltung verschiedener israelischer Magazine und illustrierte verschiedene Buchtitel. Horams Bewusstsein und Engagement für die Umwelt drückte sich in plastischen Arbeiten und Environments, in denen sie unter anderem Teile ausgedienter Autos recycelte, aus. Im Bereich der angewandten Kunst schuf Horam Keramikwände, beispielsweise im Eingangsbereich der Bezal'el-Akademie für Kunst und Design.
Der Paradiesbaum auf dem Erfurter Petersberg ist ein interaktives Kunstwerk, das in Zusammenarbeit von Ruth Horam und dem arabischen Künstler Nihad Dabeet im Jahr 2020 entstand. Das aus Metall und Kupfer gefertigte Kunstwerk existiert weltweit in drei Exemplaren, neben Erfurt auch in Jerusalem und Ramla. Das Exemplar auf dem Petersberg, mit einer Höhe von etwa acht Metern und rund 65.000 Blättern, ist das größte. In Erfurt können Kupferblätter erworben werden, so entsteht eine aktive Einbeziehung von Menschen, die die Entwicklung der Skulptur beeinflussen. Symbolisch soll der Prozess und das Konzept des Paradiesbaum das „enge Geflecht zwischen den Menschen in Deutschland und Israel“ verdeutlichen.
Horam wurde für ihre künstlerischen Leistungen mit Auszeichnungen geehrt, darunter der UNESCO-Preis für Malerei in Paris im Jahr 1960 sowie der MASTO Foundation Prize im Jahr 1996. Zwischen 1964 und 1967 hatte sie die Position der Vorsitzenden der Association of Painters and Sculptors in Jerusalem inne.